# Mombello di Torino

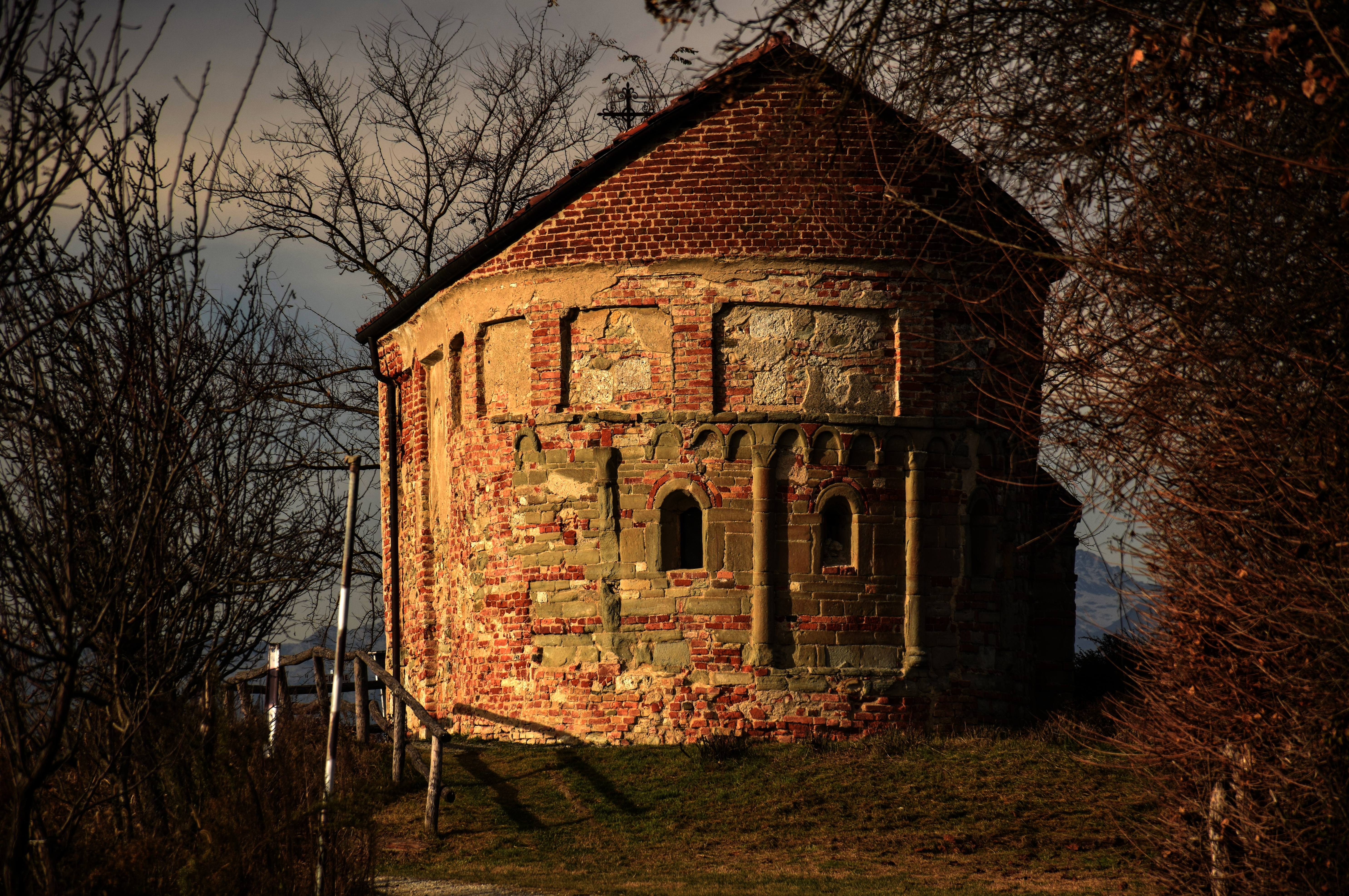
Abside della Chiesa di San Lorenzo a Mombello di Torino

Mombello di Torino (Mombel in piemontese) è un comune italiano di 397 abitanti della città metropolitana di Torino in Piemonte.

## Storia
Il toponimo Mombello significa "monte bello". Fin dal XII secolo veniva anticamente indicato come Monte della Frasca, come attesta il diploma dell'imperatore Federico I Barbarossa, con cui si sanciva il possesso del luogo al Marchese del Monferrato (1164). Il paese dal XIII secolo passò sotto il dominio della Repubblica di Chieri, e un secolo dopo, quando Chieri si sottomise alla contea di Savoia, ne seguì le sorti. Fra la seconda metà del Seicento e la fine del Settecento passò sotto il controllo di numerosi feudatari.
Dal 1927 al 1947 Mombello è stato accorpato al vicino comune di Arignano. Nel secondo dopoguerra ha recuperato la sua autonomia.

### Simboli
Lo stemma e il gonfalone sono stati concessi con decreto del presidente della Repubblica del 20 gennaio 1998.
Il gonfalone è un drappo di rosso riccamente ornato di ricami d'argento caricato dello stemma comunale.

## Monumenti e luoghi d'interesse
- Nel centro storico vi è la parrocchiale dedicata a san Giovanni Battista.
- Cappella di Sant'Anna, appena fuori dal paese, sulla strada omonima.
- A circa due chilometri e mezzo dal centro del paese, è possibile ammirare l'antica chiesa romanica di San Lorenzo.

## Società

### Evoluzione demografica
Abitanti censiti

## Amministrazione
| Periodo    | Periodo    | Primo cittadino     | Partito | Carica                  | Note |
| ---------- | ---------- | ------------------- | ------- | ----------------------- | ---- |
| 2016       | 2021       | Vincenzo Verbena    |         | Sindaco                 |      |
| 05/10/2021 | 12/06/2022 | dott. Paolo Accardi | -       | commissario prefettizio |      |
| 2022       | in carica  | Luciana Picogna     |         | Sindaco                 |      |